# Storeria dekayi
Storeria dekayi е вид змия от семейство Смокообразни (Colubridae).

## Разпространение
Видът е разпространен в Гватемала, Канада, Мексико, САЩ и Хондурас.